# Jošicugu Tatekawa
Jošicugu Tatekawa (japonsky 建川 美次, Tatekawa Jošicugu; 3. října 1880, Niigata – 9. září 1945, Fučú) byl generálporučík v japonské císařské armádě ve druhé světové válce. Hrál důležitou roli při incidentu v Mukdenu v roce 1931 a jako japonský velvyslanec v Sovětském svazu vyjednával v roce 1941 sovětsko-japonský pakt o neútočení.

## Kariéra
V září 1940 byl Tatekawa jmenován velvyslancem v Sovětském svazu. Zastával klíčovou roli při jednáních o sovětsko-japonském paktu o neútočení, který byl podepsán v Moskvě 13. dubna 1941. K podpisu této smlouvy došlo dva roky po válce mezi Sovětským svazem a Japonskem.
Ve stejný den podepsal Tatekawa samostatnou smlouvu, v níž se Sovětský svaz zavázal respektovat územní celistvost a nedotknutelnost Mandžukua a Japonsko se zavázalo respektovat sovětskou hegemonii nad Mongolskou lidovou republikou.